# Othniel Charles Marsh
Othniel Charles Marsh (ur. 29 października 1831 w Lockport w stanie Nowy Jork, zm. 18 marca 1899 w New Haven w stanie Connecticut) – amerykański paleontolog.

## Życiorys
W maju 1871 znalazł pierwszego amerykańskiego pterozaura. Odkrył też pozostałości pierwszych koniowatych. Opisał znalezione w pokładach kredowych ptaki uzębione (takie jak Ichthyornis i Hesperornis), latające gady, kredowe i jurajskie dinozaury, w tym apatozaura i allozaura.
Pod koniec XIX wieku zasłynął ze swojej rywalizacji z Edwardem Drinkerem Cope'em, nazywanej wojną o kości. Obaj zaciekle rywalizowali między sobą w odkryciach paleontologicznych okazów, odkrywając i opisując ponad 120 nowych gatunków dinozaurów. Pracowali w takim pośpiechu, że zdarzało im się przeoczyć przypadki powtórnego odkrycia tej samej istoty. Gatunek Uintatheres anceps „odkryli” łącznie około 22 razy.